# Kościół św. Jana Chrzciciela w Grabiniu
Kościół pw. św. Jana Chrzciciela – zabytkowy kościół filialny z 1910 roku, zbudowany z kamienia polnego i cegły położony w Grabiniu, w województwie zachodniopomorskim, w powiecie goleniowskim, w gminie Nowogard. Wpisany do zachodniopomorskiego rejestru zabytków pod numerem A-761 z 16 grudnia 2010 roku.

## Opis
Budynek kościoła jest murowany z cegły, z siodłowym dachem pokrytym dachówką. Prezbiterium zostało wyraźnie wyodrębnione i zakończone trójbocznie. Wieża kościelna, która wyrasta z korpusu budowli, jest obita deskami, nakryta namiotowym dachem, a na jej szczycie umieszczony jest krzyż. Okna kościoła mają półkoliste zakończenia.
Wnętrze świątyni pokrywa sklepienie murowane, a chór muzyczny z organami znajduje się na drewnianej emporze. W prezbiterium można zobaczyć kamienny ołtarz i pulpit. Po lewej stronie znajduje się drewniana ambona wsparta na kolumnach, do której prowadzą schodki. W jednej z wnęk korpusu umieszczono portret Jana Pawła II, a obok ambony stoi paschał. W świątyni znajduje się także obraz przedstawiający św. Jana Chrzciciela, ubranego w skóry i modlącego się. Na ścianach oraz balustradzie chóru rozmieszczone są stacje drogi krzyżowej.

## Historia
Świątynia w Grabinie została zbudowana w 1910 roku, a w czasach powojennych poświęcona 8 grudnia 1945 roku przez księdza Bogdana Siczepanowskiego TChR.